# Джубило Ивата
Джубило Ивата (на японски: ジュビロ磐田; на испански: Джубило – „радост“) е японски футболен отбор, който играе в Джей Лига 1. Отборът играе мачовете си на родния стадион Ямаха в град Ивата (провинция Шизуока).
Клубът е основан през 1970 като фирмен тим на компанията Ямаха. Тимът се развива бързо и през 1978 достига до елита в японския футбол (всъщност по това време елита в Япония са били аматьорски отбори).
През 1982 тимът постига първия си голям успех като печели Купата на императора. След като стават шампиони на Япония през 1988 Ямаха се присъединяват към най-големите отбори на страната.
През началото на 90-те клубът става съосновател на новото футболно първенство Джей Лига и се прекръства на Джубило Ивата.
Капитан и талисман на отбора е Масаши Накаяма, който често е наричан Таичо (което означава „капитан“ на японски).

## Прочути футболисти
- Дунга -
- Тошия Фуджита
- Дмитрий Радченко
- Салваторе Скилачи
- Наохиро Такахара
- Джералд Ванебург
- Александър Живкович

## Прочути треньори
- Луиш Фелипе Сколари – 1997 г.
- Гьоко Хаджиевски – 2000 г.